# 104
El año 104 (CIV) fue un año bisiesto comenzado en lunes del calendario juliano, en vigor en aquella fecha.
En el Imperio romano el año fue nombrado «el del consulado de Suburano y Marcelo» o menos comúnmente, como el 857 ab urbe condita, siendo su denominación como 104 a principios de la Edad Media, al establecerse el anno Domini.

## Acontecimientos
- Inicio de la construcción de las Termas de Trajano.
- Se empieza a construir el Puente de Alcántara, en la localidad cacereña de Alcántara.

## Nacimientos
- Cayo Apuleyo Diocles, auriga romano.

## Fallecimientos
- Marco Valerio Marcial, poeta latino.